# Tanya Lopert
« Lopert » redirige ici. Pour les autres significations, voir Lopert (homonymie).
Tanya Lopert est une actrice française née le 19 juin 1942 à New York.

## Biographie

### Jeunesse
Tanya Lopert est la fille du producteur et distributeur de films américains Ilya Lopert (en).

### Carrière
Tanya Lopert a joué dans 75 films, avec de grands réalisateurs tels que David Lean, Vittorio De Sica, Federico Fellini, Marco Ferreri, Alain Cavalier, Claude Sautet, Claude Lelouch, Roman Polanski, Alain Resnais et André Téchiné.

### Vie privée
Elle a été mariée au producteur Jean-Louis Livi, neveu d'Yves Montand,, avec qui elle a partagé l'affiche de Compartiment tueurs de Costa-Gavras et Le Diable par la queue de Philippe de Broca.

## Engagement
En décembre 2023, elle est signataire de la tribune controversée N'effacez pas Gérard Depardieu visant notamment à défendre la présomption d'innocence de Gérard Depardieu, alors accusé de viol, agression sexuelle et harcèlement sexuel.

## Filmographie

### Cinéma
- 1955 : Vacances à Venise (Summertime) de David Lean - une adolescente
- 1961 : Les Titans (Arrivano i Titani) de Duccio Tessari - Licina
- 1961 : Au bout de la nuit (Something Wild) de Jack Garfein - Une cliente
- 1961 : La Sage-femme, le curé et le bon Dieu (Jessica) de Jean Negulesco - (non créditée)
- 1963 : Noche de verano de Jorge Grau - la fiancée d'Enrique
- 1964 : Une souris chez les hommes - Un drôle de caïd de Jacques Poitrenaud - une amie de Lucky
- 1964 : Marchands d'esclaves (Anthat l'invincibile) d'Antonio Margheriti - une fille esclave
- 1964 : La Chasse à l'homme d'Édouard Molinaro - Mauricette
- 1965 : Le Vampire de Düsseldorf de Robert Hossein - une fille
- 1965 : Quoi de neuf, Pussycat ? (What's New Pussycat ?) de Clive Donner - Miss Lewis
- 1965 : Compartiment tueurs de Costa-Gavras - Madame Garaudy
- 1965 : Lady L. de Peter Ustinov - Agneau
- 1965 : Un monde nouveau (Un mondo nuovo) de Vittorio De Sica - Mary
- 1966 : Rita la zanzara de Lina Wertmüller - Lida
- 1966 : Navajo Joe de Sergio Corbucci - Maria
- 1967 : L'Amant fantôme (La ragazza del bersagliere) d'Alessandro Blasetti - Comtesse Medioli
- 1967 : Mise à sac d'Alain Cavalier - Marthe
- 1967 : Et si on faisait l'amour ? (Scusi, facciamo l'amore?) de Vittorio Caprioli - Flavia Menobo
- 1968 : Les Gauloises bleues de Michel Cournot - la Mort
- 1969 : Le Diable par la queue de Philippe de Broca - Cookie
- 1969 : Le Voleur de crimes de Nadine Trintignant - la femme au café
- 1969 : Les Femmes de Jean Aurel - Louise
- 1969 : Satyricon (Fellini Satyricon) de Federico Fellini - César
- 1969 : L'Américain de Marcel Bozzuffi - Hélène
- 1970 : Lettera aperta a un giornale della sera de Francesco Maselli
- 1971 : Un peu, beaucoup, passionnément... de Robert Enrico - Madame Keller
- 1971 : On est toujours trop bon avec les femmes de Michel Boisrond - Jennifer
- 1971 : Boulevard du rhum de Robert Enrico - Zelda
- 1972 : L'Odeur des fauves de Richard Balducci - Jenny Linden
- 1972 : Den siste Riddarvampyren de Marianne Ahrne (court-métrage) - la journaliste
- 1973 : Don Pépès (I racconti romani di una ex novizia) de Pino Tosini - Aspasia
- 1973 : Rude journée pour la reine de René Allio - Maya
- 1976 : Attention les yeux ! de Gérard Pirès - Tanya
- 1976 : Le Jeu du solitaire de Jean-François Adam - Julie
- 1976 : Les Naufragés de l'île de la Tortue de Jacques Rozier - Yolande
- 1977 : Providence d'Alain Resnais - Miss Lister
- 1978 : La Zizanie de Claude Zidi - une amie de Bernadette
- 1978 : Once in Paris... de Frank D. Gilroy - Eve Carling
- 1979 : Le Mouton noir de Jean-Pierre Moscardo - Martha
- 1980 : Cherchez l'erreur... de Serge Korber - Simone
- 1981 : Conte de la folie ordinaire (Storie di ordinaria follia) de Marco Ferreri - Vicky
- 1982 : Qu'est-ce qu'on attend pour être heureux ! de Coline Serreau - une conceptrice
- 1982 : T'empêches tout le monde de dormir de Gérard Lauzier - Solange
- 1983 : L'Histoire de Piera (Storia di Piera) de Marco Ferreri - Elide
- 1983 : L'Ami de Vincent de Pierre Granier-Deferre - Irène
- 1983 : Édith et Marcel de Claude Lelouch - la professeur d'anglais
- 1984 : P'tit Con de Gérard Lauzier - la psychiatre
- 1984 : Viva la vie de Claude Lelouch - Julia
- 1984 : Ni avec toi ni sans toi d'Alain Maline - Antoinette
- 1985 : L'Homme aux yeux d'argent de Pierre Granier-Deferre - Francine
- 1986 : Un homme et une femme : Vingt ans déjà de Claude Lelouch - elle-même
- 1987 : La Petite Allumeuse de Danièle Dubroux - Colette
- 1987 : Les Innocents d'André Téchiné - Madame Klotz
- 1988 : Contrainte par corps de Serge Leroy - Josette
- 1988 : Quelques jours avec moi de Claude Sautet - Madame Maillotte
- 1989 : Doux amer de Franck Appréderis : Danielle
- 1989 : Bandini (Wait Until Spring, Bandini) de Dominique Deruddere : Sœur Celia
- 1990 : Il y a des jours... et des lunes de Claude Lelouch - l'acheteuse du restaurant
- 1991 : Le Ciel de Paris de Michel Béna - la fleuriste
- 1993 : Pas d'amour sans amour ! d'Évelyne Dress - Fred
- 2001 : Cet amour-là de Josée Dayan : la femme de l'ambassadeur
- 2004 : Les Temps qui changent d'André Téchiné - Rachel Meyer
- 2004 : Cause toujours ! de Jeanne Labrune - la mère de Léa
- 2011 : Carnage de Roman Polanski - la mère de Michael (voix)
- 2012 : How We Tried a New Combination of Light d'Alanté Kavaïté (court-métrage)
- 2014 : L'Homme qu'on aimait trop d'André Téchiné - Lydie
- 2016 : L'Indomptée de Caroline Deruas - Princesse Delle Cipolle
- 2017 : Le Redoutable de Michel Hazanavicius - petit rôle
- 2017 : Sales Gosses de Frédéric Quiring - Rose

### Télévision
- 1966 : Rouletabille, épisode Le Parfum de la dame en noir d'Yves Boisset (série) : Edith
- 1971 : Les Saintes Chéries de Nicole de Buron, épisodes Ève débute de Nicole de Buron et Ève et son premier client de Jean Becker (série)
- 1980 : La Fraîcheur de l'aube d'Herb Gardner (captation tv) : Nancy
- 1982 : Madame S.O.S., épisode Trois tuteurs pour un géranium (série) : Jessica
- 1986 : Le Tiroir secret de Michel Boisrond, Roger Gillioz, Edouard Molinaro et Nadine Trintignant (mini série)
- 1987 : Tout est dans la fin de Jean Delannoy (téléfilm) : Rita Kikerman
- 1989 : Cinéma 16 : Mary de Cork de Robin Davis (série) : Mary
- 1991 : Riviera (série) : la duchesse
- 1991 : Coup de foudre épisode Martingale de Michel Wyn (série) : Evelina
- 2000 : Anna en Corse de Carole Giacobbi (téléfilm) : la cliente

## Théâtre

### Metteur en scène et adaptatrice
- 2005 : Necessary Targets de Eve Ensler, adaptation et traduction
- 2006 : Motortown de Simon Stephens, adaptation et traduction
- 2006 : Country Music de Simon Stephens, Théâtre Les Déchargeurs, adaptation, traduction et mise en scène
- 2008 : Mon petit soldat de Polly Stenham, Atelier Jean Vilar, Louvain-la-Neuve, Festival de Spa
- 2010 : Moi, Orson Welles et Don Quichotte de Richard France, atelier Jean Vilar, Louvain-la-Neuve, Festival de Spa
- 2011 : Amour(S) Secret(S)-The Pride de Alexi Kaye Campbell, atelier Jean Vilar, Louvain-la-Neuve, adaptation, traduction et mise en scène
- 2013 : Punk Rock de Simon Stephens, Théâtre 14, Paris, mise en scène

### Comédienne
- 1972 : Slag de David Hare, mise en scène de Andréas Voutsinás, Théâtre Michel
- 1973 : Par-dessus bord de Michel Vinaver, mise en scène de Roger Planchon, TNP Villeurbanne, Théâtre de l'Odéon
- 1974 : Les Jeux de la nuit de Frank D. Gilroy, mise en scène de Andréas Voutsinás, Théâtre Fontaine puis tournées en France, Italie, Belgique et Suisse
- 1976 : Comme avant de Pascal Jardin, mise en scène de Andréas Voutsinás, Théâtre Fontaine
- 1978 : La Nuit des tribades de Per Olov Enquist, mise en scène de Raymond Rouleau, Théâtre Moderne
- 1978 : La Plus forte d'August Strindberg, mise en scène de Raymond Rouleau, Théâtre Moderne
- 1979 : La Fraîcheur de l’aube de Herb Gardner, mise en scène de Raymond Rouleau, Théâtre de l’Athénée
- 1983 : Ma Vedette américaine de François Courtanoux, mise en scène de Pierre Mondy, Théâtre Saint Georges
- 1987 : Chat de Rémo Forlani, mise en scène de Michel Fagadau, Théâtre de la Gaîté Montparnasse
- 1989 : La Chasse aux cafards de Janusz Głowacki, mise en scène de Andréas Voutsinás, Théâtre des Célestins
- 1994 : L’orphelinat de Reine Bartève, mise en scène de Françoise Kourinski, Ubu Repertory Theater, NYC
- 1997 : Souvenirs avec piscine de Terrence McNally, mise en scène de Bernard Murat, Théâtre de l’Atelier
- 2000 : Dans le bar d’un hôtel de Tokyo de Tennessee Williams, mise en scène de Armand Delcampe, Tournée
- 2001 : Le jour où un homme meurt de Tennessee Williams, mise en scène de Arthur Storch, Création à New York

## Publication
Mémoires d'une comédienne ratée : mes tribulations avec Marilyn Monroe, Frank Sinatra, Clint Eastwood, Woody Allen... et les autres, Paris, Archipel, 2023, 250 p., coll. « Art et spectacles 
»